# Cyanoboletus
Cyanoboletus är ett släkte av soppar tillhörande familjen Boletaceae som på molekylärfylogenetisk grund beskrevs av Giampaolo Simonini, Alfredo Vizzini och Matteo Gelardi 2014 och omfattade tre arter som tidigare fördes till släktet Boletus. Därefter har ytterligare några arter förts till släktet.
Släktnamnet har bildats genom att till Boletus foga prefixet cyano-, från grekiska κυανός, (kyanos, "blå") och syftar på "den djupt marinblå oxidationen av fruktkropparna" (dessa blir omedelbart mörkt indigo till blåsvarta vid hantering eller skada).

## Arter
- Cyanoboletus brunneoruber
- Cyanoboletus flavosanguineus
- Cyanoboletus hymenoglutinosus
- Cyanoboletus instabilis
- Bläcksopp Cyanoboletus pulverulentus
- Cyanoboletus rainisiae
- Cyanoboletus sinopulverulentus

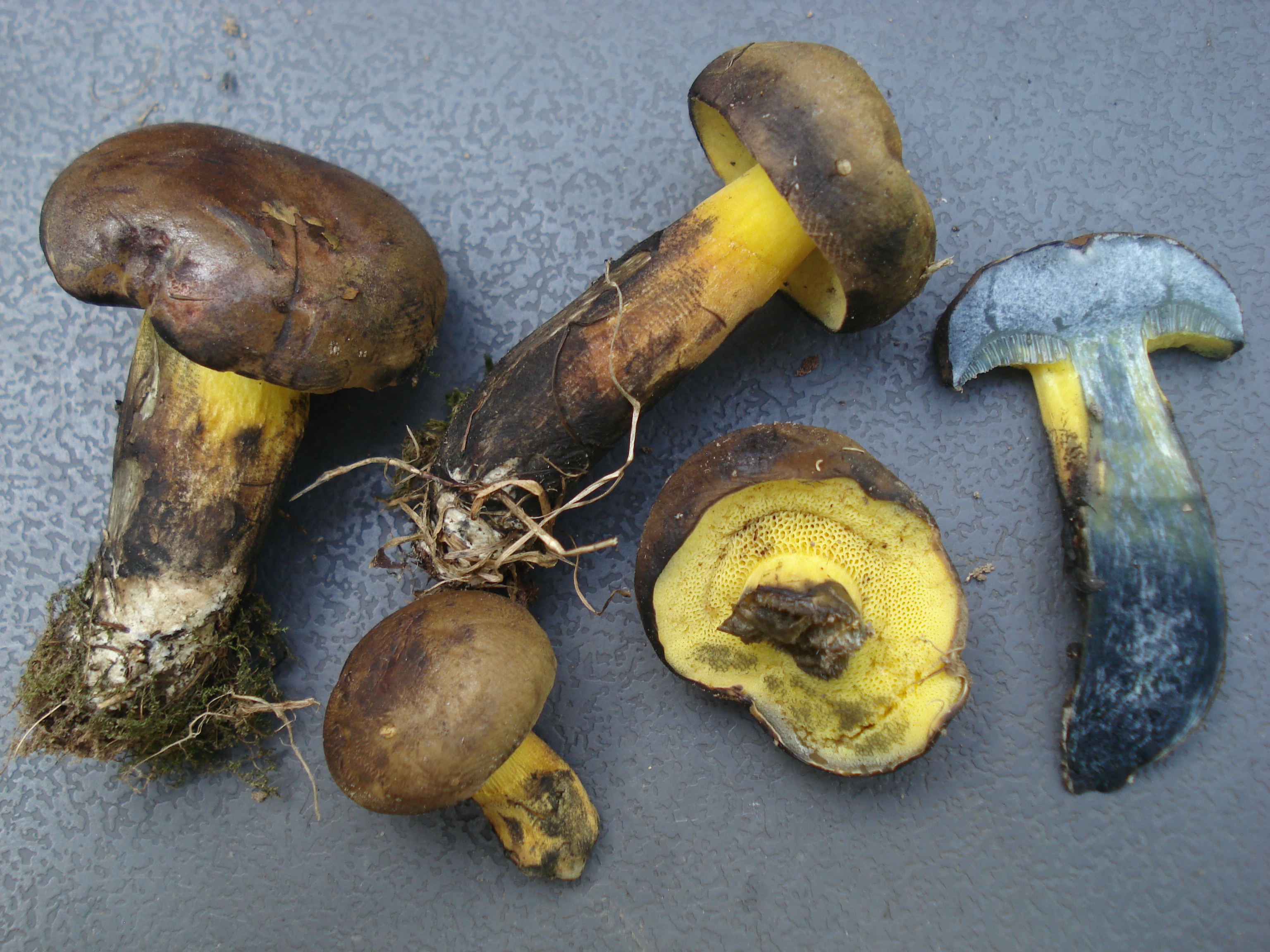
Cyanoboletus pulverulentus Bläcksopp